# Caryl of the Mountains
Caryl of the Mountains est un film muet américain réalisé par Tom Santschi et sorti en 1914.

## Fiche technique
- Réalisation : Tom Santschi
- Scénario : James Oliver Curwood, d'après son histoire
- Date de sortie : États-Unis : 8 juillet 1914

## Distribution
- Kathlyn Williams
- Harry Lonsdale
- Tom Santschi
- Roy Watson